# Fred, postrach kotów
Fred, postrach kotów (węg. Frakk, a macskák réme) – węgierski serial animowany wyemitowany w latach 1972–1987.

## Obsada (głosy)
- Gyula Szabó jako Fred (węg. Frakk)[1]
- Éva Schubert jako Lukrecja (węg. Lukrécia)
- Hédi Váradi jako Sabina (węg. Szerénke)

## Wersja polska
W Polsce serial był emitowany w Dobranocce.
- Wersja polska: Studio Opracowań Filmów w Łodzi
- Reżyseria: Grzegorz Sielski
- Dialogi: Elżbieta Włodarczyk
- Dźwięk: Elżbieta Matulewicz
- Montaż: Łucja Kryńska
- Kierownictwo produkcji: Bożena Dębowska

Źródło:

## Gwara uczniowska
W gwarze uczniowskiej określenie Fred, postrach kotów oznacza surowego nauczyciela.